# Sopcheïta
La sopcheïta és un mineral de la classe dels sulfurs. El seu nom prové del mont Sopcha, a Rússia, la seva localitat tipus.

## Característiques
La sopcheïta és un sulfur de fórmula química Ag₄Pd₃Te₄. Cristal·litza en el sistema ortoròmbic. La seva duresa a l'escala de Mohs és 3,5.
Segons la classificació de Nickel-Strunz, la sopcheïta forma part del grup 2.BC.55 (Sulfurs metàl·lics amb Rh, Pd, Pt...). Segons la classificació de Dana forma part del grup 2.16.10.1 (Sulfurs, miscel·lània).

## Formació i jaciments
Ha estat descrita en diverses localitats d'Escandinàvia i Nord-amèrica en vetes que tallen masses de calcopirita.